# Bunyola

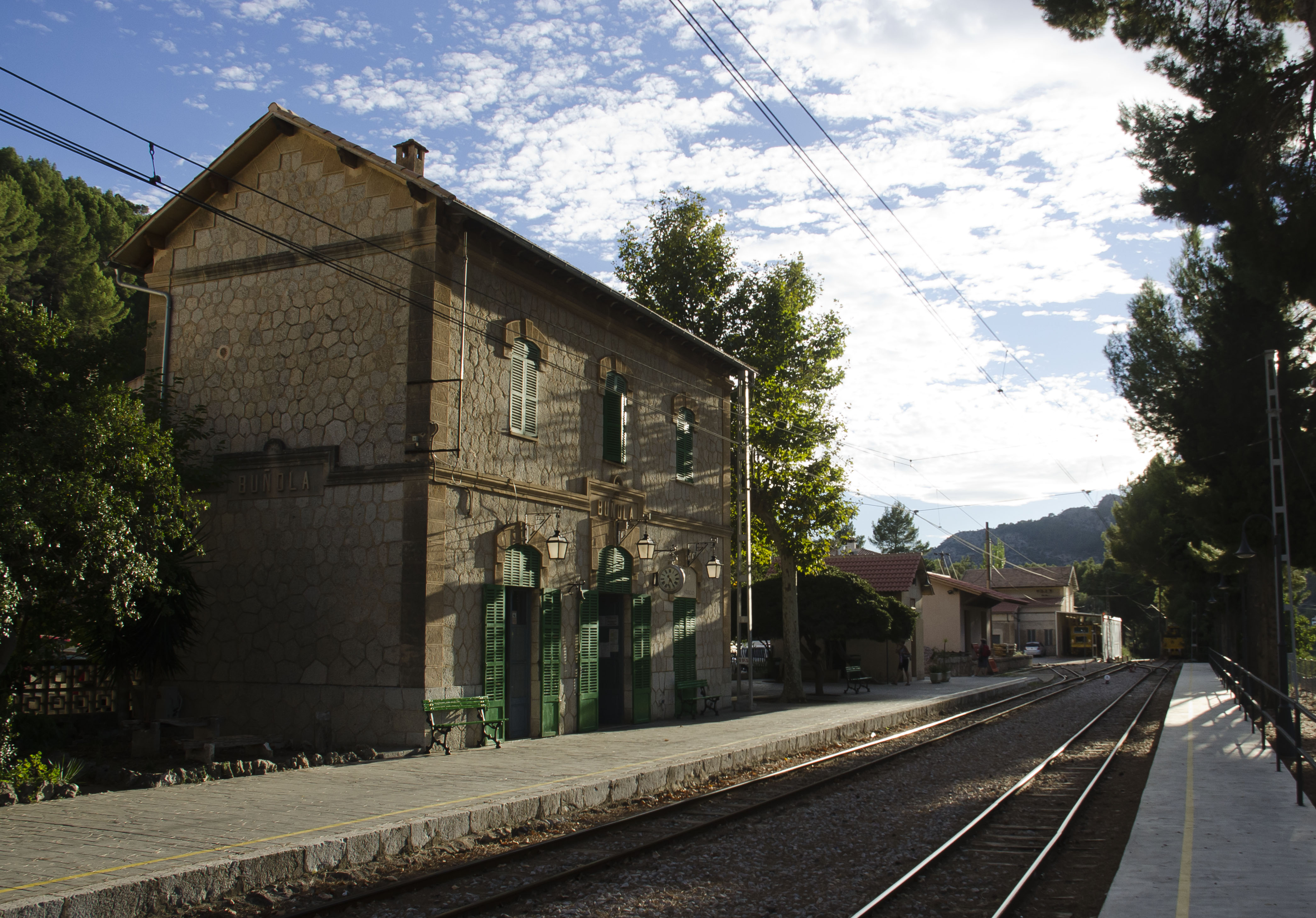
Bahnhof

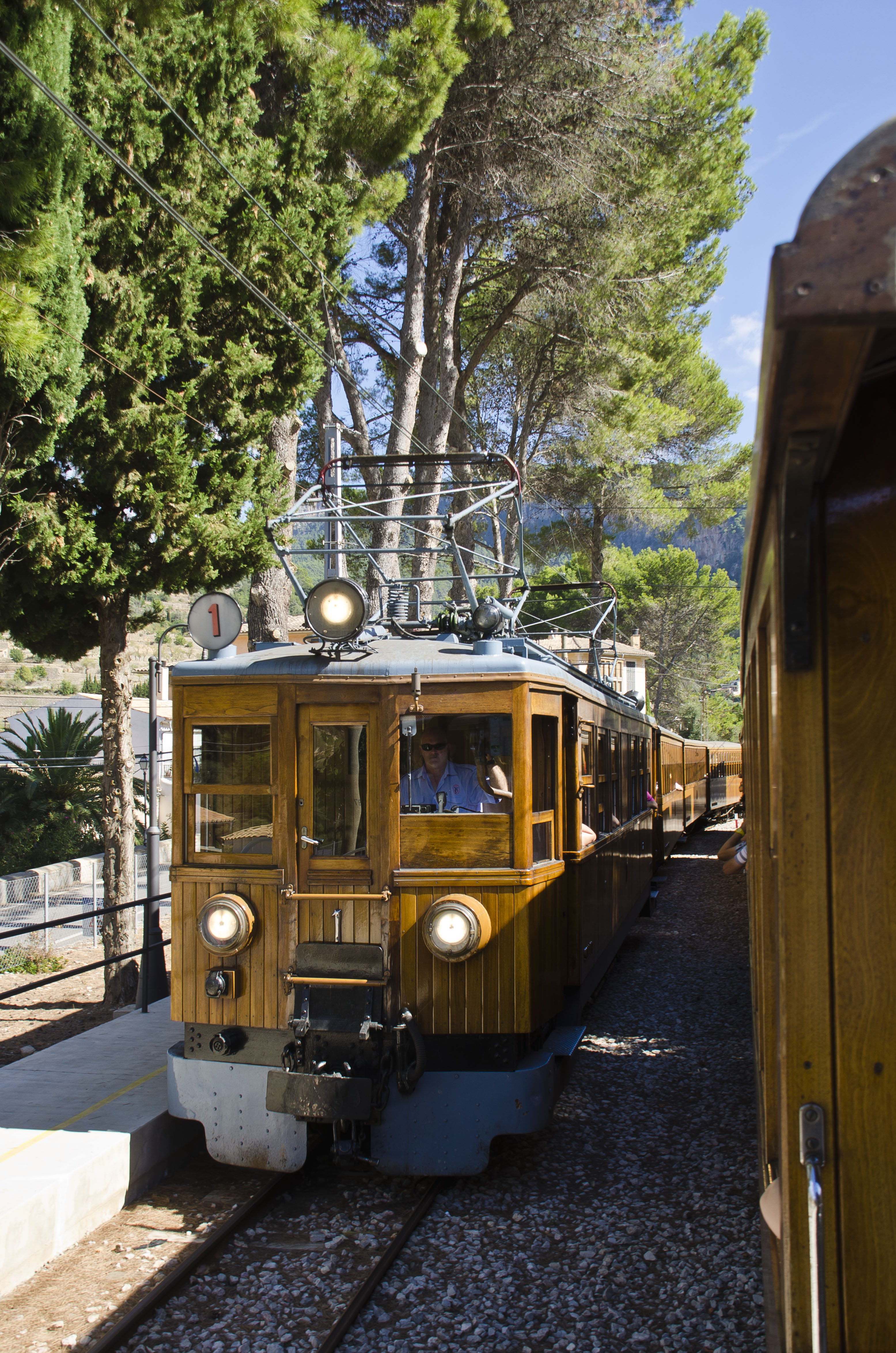
Zwei Züge der Ferrocarril de Sóller begegnen sich in Bunyola

Bunyola (kastilisch Buñola) ist eine Kleinstadt im Nordwesten der spanischen Balearen-Insel Mallorca.

## Statistik
Die Gemeinde Bunyola hat eine Fläche von 84,63 km² und 7.490 Einwohnern (Stand: 2024). Das entspricht einer Bevölkerungsdichte von 88 Personen pro km². Im Jahr 2006 betrug der Ausländeranteil 8,5 % (472), der Anteil deutscher Einwohner 1,8 % (103 Personen). 1991 waren 82,56 % der Einwohner Mallorquiner, 12,89 % kamen aus anderen spanischen Provinzen und nur 3,55 % waren Ausländer. Im 18. Jahrhundert lebten in der Gemeinde 1521 Menschen. Von diesem Zeitpunkt an stieg die Einwohnerzahl zuerst langsam, aber seit den 1970er Jahren steil an.

Über zehn Berge, wobei Sa Rateta mit 1118 Metern der höchste ist und der Puig de s’Estremera mit 277 Metern der niedrigste, grenzen an die Gemeinde.

## Geografie

### Lage
An der Hauptstraße MA-11 von Palma in Richtung Sóller bei Kilometer 14 liegt rechts die weitläufige Gemeinde Bunyola, die eine große Menge an Naturschätzen und Kulturgütern aufzuweisen hat. Der Bezirk kann in zwei voneinander sehr unterschiedliche Sektoren geteilt werden: Der nördliche gebirgige Teil und der südliche, der bis zum Flachland von Palma mit seinen zahlreichen Ölbaumhainen reicht. Der nördliche Teil schließt einen Teil der Serra de Tramuntana ein, eine Barriere von 1000 Meter Höhe, die nur vom Coll de Sóller mit 496 Metern unterbrochen wird. Die Berggipfel dieser Gebirgskette sind unbewaldet, während die Hänge einen hohen Steineichenbestand aufweisen, der sich an einigen Stellen mit Kiefern vermischt.
Zu erreichen ist der Ort für Tagesausflüge bequem mit der Eisenbahn aus Palma.

### Orte der Gemeinde
Zur Gemeinde Bunyola gehören folgende Orte:
- Baix des Puig (14 / 14 Einwohner)
- Bunyola (2327 / 4045 Einwohner)
  - Sa Coma (518 Einwohner)
  - Sa Font Seca (87 Einwohner)
- Orient (19 / 19 Einwohner)
- Palmanyola (1832 / 1832 Einwohner)

Die Einwohnerzahlen in Klammern stammen vom 1. Januar 2008. Die erste Zahl gibt dabei die Einwohner der geschlossenen Ortschaften an, die zweite Zahl die Einwohner der Orte einschließlich der hinzu zu rechnenden „verstreut“ lebenden Bevölkerung außerhalb der eigentlichen Siedlungen. (Quelle: INE)

### Klima
In Bunyola werden das ganze Jahr über Niederschläge registriert. Der trockenste Monat ist der Juli mit durchschnittlich 9,3 l/m². Die höchste Niederschlagsmenge verzeichnet man im Dezember mit 95,5 l/m². Die höchste Niederschlagsmenge wurde am 17. April 1942 registriert, als 270 l/m² fielen.

## Geschichte
Die Herkunft des Namens Bunyola ist nicht eindeutig geklärt. Einige Forscher gehen davon aus, dass der Name aus dem lateinischen uineola stammt, was so viel heißt wie kleines Weingut, und dass die Araber den Namen später in buniola umwandelten. Eine andere Theorie besagt, dass der Name direkt aus dem arabischen bunyân stammt.
Das kulturhistorische Gut ist in dieser Gemeinde beachtlich. Am Fuße der Gebirgskette befinden sich eine hohe Anzahl von bekannten Herrenhäusern, wie zum Beispiel S’Alqueria, Biniforani, Sa Font Seca usw. und natürlich die zwei bekanntesten Gebäude mit Gartenanlagen: Alfàbia und Raixa.
Von niedrigerem kulturellen Wert, aber doch sehr interessante Baumaßnahmen sind in Na Franquesa und in Al Teix zu besichtigen: Konstruktionen, mit denen man Schnee auffangen kann. In dem Puig des Teix befindet sich auch das ehemalige Herrenhaus Caça del Rei Sanç, das die Volksdichtung dem König Jaume I. zuschreibt.

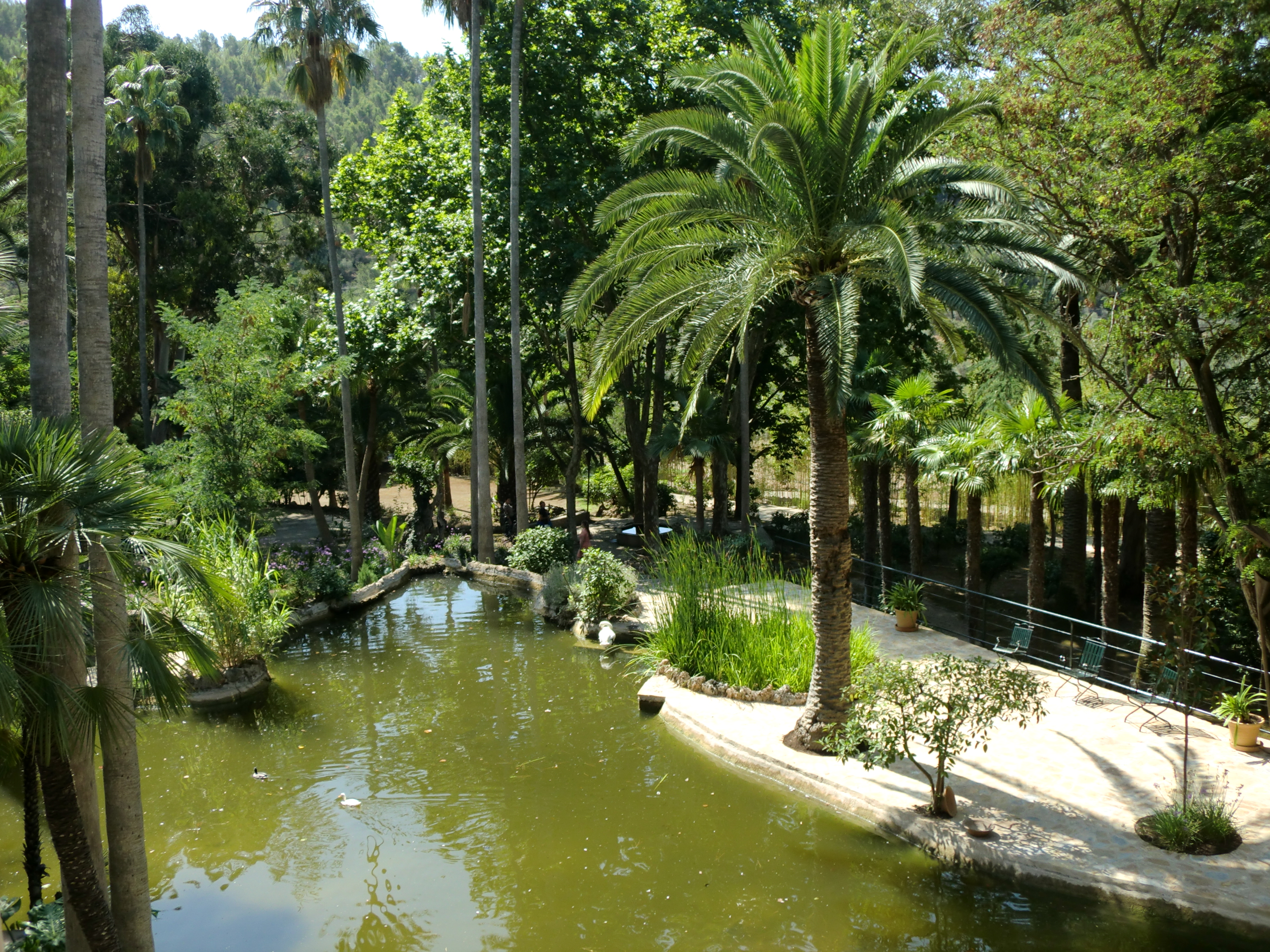
Jardines de Alfàbia

| Jahr      | 1842  | 1877  | 1887  | 1900  | 1910  | 1920  | 1930  | 1940  | 1950  | 1960  | 1970  | 1981  | 1991  | 2001  | 2011  |
| --------- | ----- | ----- | ----- | ----- | ----- | ----- | ----- | ----- | ----- | ----- | ----- | ----- | ----- | ----- | ----- |
| Einwohner | 1.928 | 2.178 | 2.241 | 2.349 | 2.407 | 2.486 | 2.594 | 2.599 | 2.479 | 2.485 | 2.622 | 3.132 | 4.036 | 5.029 | 6.232 |

## Kultur und Sehenswürdigkeiten
Jardins d’Alfàbia: Rechterhand der Hauptstraße nach Sóller, rund 3,5 Kilometer nördlich von Bunyola und kurz vor der Einfahrt in den Tunnel, warten die vielleicht schönsten Gärten Mallorcas auf einen Besuch. Sie gehören zum ehemaligen Landgut eines offensichtlich instinktsicheren Mauren: Ben Abet genannt, hatte der vorausschauende Wesir den christlichen König Jaume I. bei der Rückeroberung Mallorcas von seinen Glaubensbrüdern unterstützt und war dafür mit dem großzügigen Besitz belohnt worden. Maurische Gartenbaukunst verwandelte mit klug angelegten Kanälen das wasserreiche Gebiet in einen wahren Dschungel aus vielerlei Bäumen, exotische Gewächsen und blühenden Sträuchern. Im zugehörigen Herrenhaus, das überwiegend aus dem 14. und 15. Jahrhundert stammt, sind Antiquitäten und antike Möbel zu sehen. Die Decke im Torbau gefertigt im maurisch-christlichen Mudéjar-Stil, birgt eine Inschrift, die Allah preist.
Am Ortseingang, von der Straße von Sóller kommend, befindet sich der kleine Bahnhof, von dem aus eine Fahrt nach Sóller bzw. Port de Sóller durch die Berge empfehlenswert ist.

### Vereine
Kulturvereine:
- Polyphonischer Chor von Bunyola
- Tanzschule
- Theatergruppe Bunyola
- Pfadfinderverein Nuredduna

Sportvereine:
- SDJ Bunyola Fußball
- Volleyballclub Bunyola
- Radsportverein „Es Pedal“

### Feste
- Mare de Déu de les Neus, in der Regel an dem Wochenende (Sa/So), das dem 5. August am nächsten liegt. Fest zu Ehren der früheren Ortsheiligen, die im 19. Jahrhundert durch Sant Mateu ersetzt wurde.
- Sant Mateu: mehrere Tage um den 21. September. Recht populäres Fest, lokale Tänze, Theater und Musik.

### Markt
Wochenmarkt: Samstags, auf dem Hauptplatz.

## Wirtschaft und Infrastruktur

### Bildung
Ein Teil der Bevölkerung (18. Jahrhundert) besaß keine Schulbildung (42 Einwohner), die meisten Einwohner hatten einen Grundschulabschluss (1034 Einwohner) oder die Mittlere Reife (843 Personen), und nur wenige hatten einen Hochschulabschluss (146 Personen).

## Söhne und Töchter der Stadt
- Antonio Colom (* 1978), spanischer Radrennfahrer